# 菲舍加伯爾峰
46°30′8.4″N 8°5′3.3″E / 46.502333°N 8.084250°E
菲舍加伯爾峰（德語：Fiescher Gabelhorn）是瑞士瓦萊州的山峰，位於該國南部，屬於伯尔尼山的一部分，海拔高度3,876米，每年平均降雨量2,221毫米。

## 外部連結

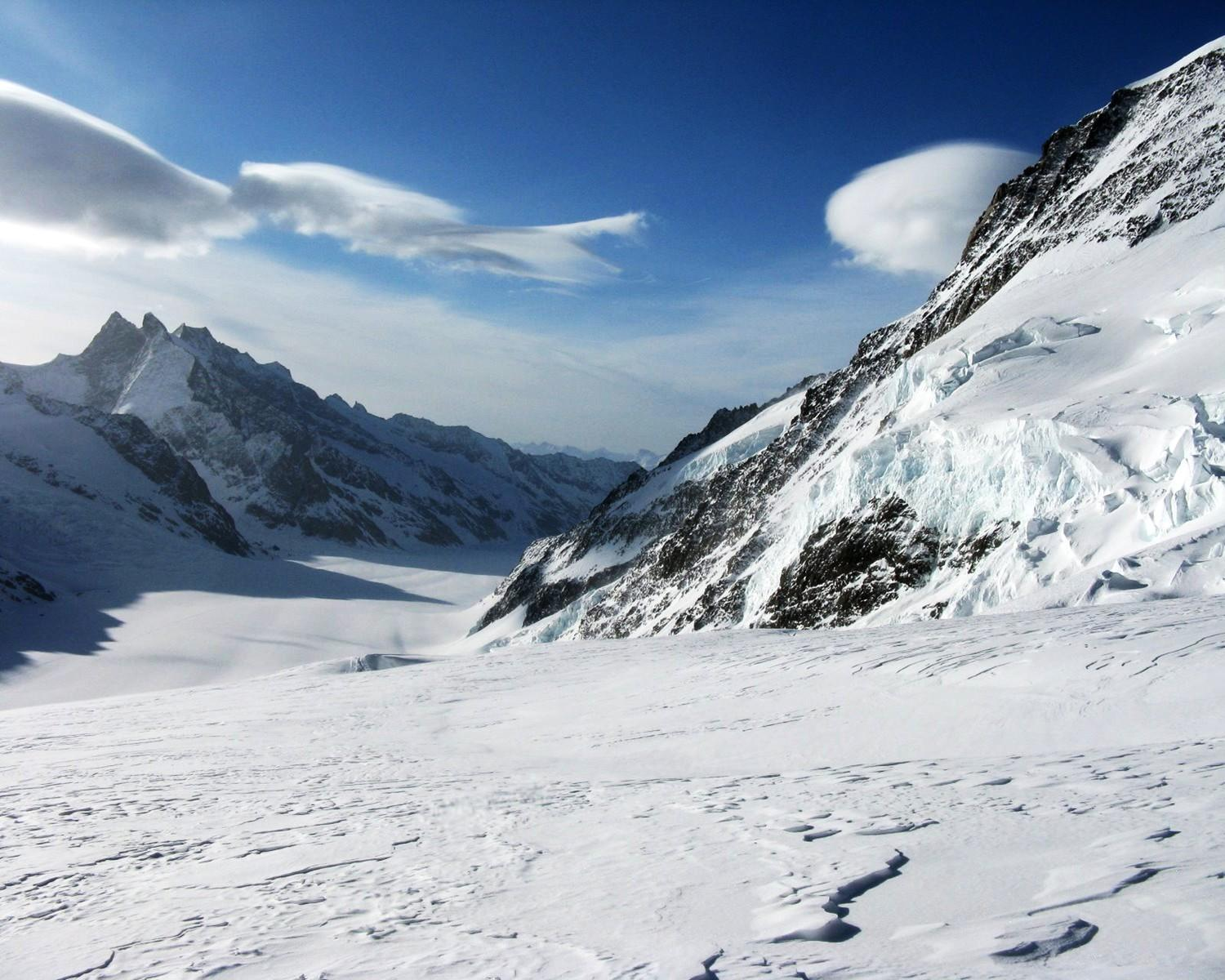

- Fiescher Gabelhorn on Hikr （页面存档备份，存于）